# Ривалдзик
Ривалдзик (пол. Rywałdzik, нім. Klein Rehwalde) — село в Польщі, у гміні Біскупець Новомейського повіту Вармінсько-Мазурського воєводства.
Населення — 190 осіб (2011).
У 1975-1998 роках село належало до Торунського воєводства.

## Демографія
Демографічна структура станом на 31 березня 2011 року:
|          | Загалом | Допрацездатний вік | Працездатний вік | Постпрацездатний вік |
| -------- | ------- | ------------------ | ---------------- | -------------------- |
| Чоловіки | 93      | 19                 | 65               | 9                    |
| Жінки    | 97      | 16                 | 62               | 19                   |
| Разом    | 190     | 35                 | 127              | 28                   |